# Daoulas
Daoulas település Franciaországban, Finistère megyében. Lakosainak száma 1835 fő (2022. január 1.). Daoulas Dirinon, Hôpital-Camfrout, Irvillac, Logonna-Daoulas és Saint-Urbain községekkel határos.

## Népesség
A település népességének változása:
| Lakosok száma | 1022 | 1401 | 1640 | 1743 | 1768 | 1771 | 1786 | 1817 | 1833 | 1835 |
|               | 1968 | 1982 | 1990 | 2006 | 2013 | 2015 | 2017 | 2019 | 2020 | 2022 |